# Topografia układu scalonego
Topografia układu scalonego – poddające się ścisłej definicji prawno-technicznej rozwiązanie polegające na przestrzennym rozplanowaniu elementów, z których co najmniej jeden jest elementem aktywnym, dla wszystkich lub części połączeń układu scalonego.
Topografie opisane w dowolny sposób i zgłoszone do urzędu patentowego podlegają ochronie.